# Andrew Neiderman
Andrew Neiderman (Brooklyn, 26 ottobre 1940) è uno scrittore statunitense.

## Biografia
È diventato il ghostwriter della romanziera Virginia Andrews dopo la sua morte nel 1986. Sposato con l'ex modella Diane Wilson, la coppia ha due figli, Melissa, un dirigente scolastico di Palm Springs, ed Erik, un pilota. Hanno inoltre tre nipoti: Dustin, un musicista, Hannah Rose e Emily Grace entrambe modelle a Los Angeles. Neiderman è probabilmente più conosciuto come l'autore di L'avvocato del diavolo (che è stato adattato anche a un film di successo con lo stesso titolo) sulla base di una serie di romanzi pubblicati sotto il nome della Andrews.

## Opere
- Magica illusione (Illusion)[1] (1967)
- Sisters (1972)
- Weekend (1980) (with Tania Grossinger)
- Pin (1981) (adattato ad un film)
- Brainchild (1981)
- Someone's Watching (1983)
- Tender, Loving Care (1984) (adattato ad un film)
- Imp (1985)
- Child's Play (1985)
- Love Child (1986)
- Un volto, due destini (Reflection)[1] (1986)
- Teacher's Pet (1986)
- Night Howl (1986)
- Sight Unseen (1987)
- Playmates (1987)
- The Maddening (1987) (adattato ad un film)
- Surrogate Child (1988)
- Perfect Little Angels (1989)
- The Devil's Advocate (1990), da cui è tratto il film L'avvocato del diavolo[1]
- Bloodchild (1990)
- The Immortals (1991)
- The Need (1992)
- Sister, Sister (1992)
- The Solomon Organization (1993)
- After Life (1993)
- Angel of Mercy (1994)
- Duplicates (1994)
- Il lato oscuro (The Dark)[1] (1997)
- In Double Jeopardy (1998)
- Neighborhood Watch (1999)
- Curse (2000)
- Amnesia (2001)
- Dead Time (2002)
- Under Abduction (2002)
- The Baby Squad (2003)
- Deficiency (2004)
- The Hunted (2005)
- Finding Satan (2006)
- Unholy Birth (2007)